# Katherine Kelly Lang
Katherine Kelly Lang, född som Katherine Kelly Wegeman den 25 juli 1961 i Hollywood, Los Angeles, Kalifornien, är en amerikansk skådespelare.
Hon kommer från en riktig showbizfamilj. Hon är dotter till Keith Wegeman, den olympiska backhopparen som senare gjorde karriär som skådespelare, och Judith Lang, en stor TV-stjärna och har bl.a. medverkat i komediserien Vem är chefen?. Själv har hon examen från Beverly Hills High School.  
Katherines första roll var i filmen Skatetown USA och därefter gästspelade hon i ett flertal kända TV-serier; Magnum P.I., Crazy Like a Fox och Happy Days (Gänget och jag). På senare år har hon gjort flera filmer och TV-serier.
Katherine fick en nominering som "Bästa kvinnliga hjältinna" i en TV-såpa av tidningen Soap Opera Digest. Hon har också vunnit två priser från Soap Opera Update. 
I Glamour spelar hon Brooke Logan som till varje pris vill vara med Ridge.
Katherine har två söner; Jeremy Skott Snider (född 5 september 1990 och som spelade hennes son Eric Forrester Jr. i Glamour mellan 1990 och 1995 och Julian Snider (född 11 oktober 1992) (som också var med i Glamour som "backup" baby som Bridget Forrester 1993- dotter till Brooke Logan) från tidigare äktenskap 1989-1995 med Skott Snider. Hon har även en dotter som heter Zoe Katrina D'Andrea (född 11 maj 1997) med Alex D'Andrea som hon är gift med sedan 2 juli 1997.